# 中国龙虾
中国龙虾（学名：Panulirus stimpsoni）龙虾科龙虾属的一种甲壳类动物，主要分布于中国东南沿海及越南、泰国沿海地区。

## 形态特征
中国龙虾头胸部略呈圆筒状，腹部较为扁平，尾扇柔软而半透明。体表呈青绿色。中国龙虾的外观、体色与波纹龙虾相似，主要区别在于本种两眼柄之间无鲜艳之橘色与蓝色斑纹，且步足呈条纹状而不是斑点状。

## 生活习性
生性胆小，自然条件下昼伏夜出。杂食性。温度在18～32℃范围内较为活跃。